# 금보유고

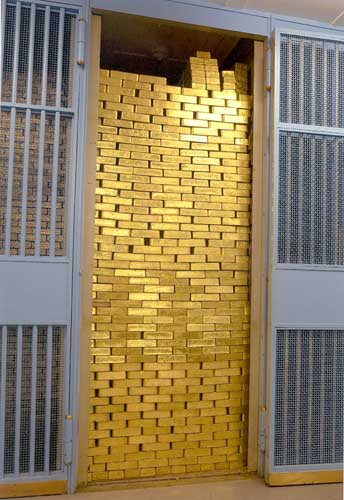
미국 뉴욕 연방준비은행의 금 보관소

금보유고(金保有高)는 주로 가치저장이나 화폐의 가치 안정을 목적으로 중앙은행이 비축한 금의 양이다. 금 보유량이라고도 한다.
세계 금 협회는 2017년 말을 기준으로 채광된 금의 총량을 190,040 톤으로 추산했다.

## 역사
역사에 걸쳐 한 나라의 금보유고는 전시의 중요한 자산이자 주요 전리품으로 여겨졌다.
제2차 세계 대전이 일어나자 영국군과 영국 비밀정보부는 네덜란드와 벨기에가 나치 독일의 침공을 받을 때를 대비해 금을 미국으로 수송하는 방안을 전시 내각에 제출했다. 벨기에 정부는 금보유고의 ⅓을 영국으로, ⅓을 미국과 캐나다로, 나머지를 프랑스 남부로 옮겼다. 나치 독일이 프랑스를 침공한 뒤 프랑스 정부는 금보유고를 프랑스 식민제국의 일부였던 세네갈의 다카르로 옮겼는데, 이는 금을 프랑스를 거쳐 미국으로 옮기기를 바랐던 벨기에 정부의 의도와는 다른 행동이었다. 1940년에 나치 독일이 벨기에와 프랑스를 점령한 뒤 비시 프랑스에게 세네갈에 있는 벨기에의 금 보유분을 요구했고, 1941년에 비시 프랑스는 나치 독일의 국가은행에게 198 톤의 금을 보냈으며 나치 독일 정부는 이 금보유고를 중립국과의 무역에 썼다. 제2차 세계 대전이 끝난 뒤 프랑스 은행은 벨기에 국립은행에게 금보유고 손실분을 모두 보상했다.

## 공식적으로 보고된 금보유고

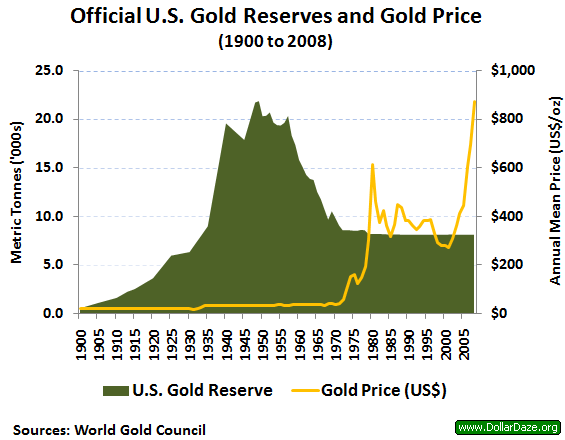
금값과 미국의 금보유고의 변화(1900년~2008년)

국제 통화 기금에서는 주기적으로 나라별 금보유고와 외환보유고 통계를 발표한다. 세계 금 협회에서는 국제 통화 기금의 통계를 바탕으로 나라 및 단체별 금보유고 순위를 낸다.
다음은 2019년 1월 기준 금 보유량 상위 40개 나라와 단체의 금보유고를 정리한 표다.
| 순위 | 국가/단체         | 금 보유량 (미터톤) | 외환보유고 중 금의 비중 |
| ---- | ----------------- | ------------------ | ----------------------- |
| 1    | 미국              | 8,133.5            | 73.9%                   |
| 2    | 독일              | 3,369.7            | 69.2%                   |
| 3    | 국제 통화 기금    | 2,814.0            |                         |
| 4    | 이탈리아          | 2,451.8            | 65.5%                   |
| 5    | 프랑스            | 2,436.0            | 59.0%                   |
| 6    | 러시아            | 2,066.2            | 17.6%                   |
| 7    | 중화인민공화국    | 1,842.6            | 2.3%                    |
| 8    | 스위스            | 1,040.0            | 5.1%                    |
| 9    | 일본              | 765.2              | 2.4%                    |
| 10   | 네덜란드          | 612.5              | 65.5%                   |
| 11   | 인도              | 592.0              | 5.9%                    |
| 12   | 유럽 중앙은행     | 504.8              | 25.8%                   |
| 13   | 중화민국          | 423.6              | 3.5%                    |
| 14   | 포르투갈          | 382.5              | 63.8%                   |
| 15   | 카자흐스탄        | 345.4              | 44.9%                   |
| 16   | 사우디아라비아    | 323.1              | 2.4%                    |
| 17   | 영국              | 310.3              | 7.3%                    |
| 18   | 레바논            | 286.8              | 20.2%                   |
| 19   | 스페인            | 281.6              | 15.8%                   |
| 20   | 오스트리아        | 280.0              | 48.3%                   |
| 21   | 튀르키예          | 253.1              | 12.1%                   |
| 22   | 벨기에            | 227.4              | 34.1%                   |
| 23   | 필리핀            | 197.9              | 10.4%                   |
| 24   | 알제리            | 173.6              | 7.3%                    |
| 25   | 베네수엘라        | 161.2              | 76.6%                   |
| 26   | 태국              | 154.0              | 3.9%                    |
| 27   | 폴란드            | 128.6              | 4.4%                    |
| 28   | 싱가포르          | 127.4              | 1.7%                    |
| 29   | 스웨덴            | 125.7              | 8.1%                    |
| 30   | 남아프리카 공화국 | 125.3              | 9.7%                    |
| 31   | 멕시코            | 120.1              | 2.7%                    |
| 32   | 리비아            | 116.6              | 5.4%                    |
| 33   | 그리스            | 113.1              | 60.0%                   |
| 34   | 대한민국          | 104.4              | 1.0%                    |
| 35   | 루마니아          | 103.7              | 9.9%                    |
| 36   | 국제결제은행      | 102.0              |                         |
| 37   | 이라크            | 96.3               | 6.4%                    |
| 38   | 쿠웨이트          | 79.0               | 7.8%                    |
| 39   | 인도네시아        | 78.5               | 2.7%                    |
| 40   | 이집트            | 78.3               | 7.0%                    |
|      | 상위 40위 전체    | 31,927.8           |                         |

## 같이 보기
- 외환보유고
- 국가별 외환보유고